# El Cid (Film)
El Cid ist ein US-amerikanisch-italienischer Abenteuer- und Historienfilm des Regisseurs Anthony Mann aus dem Jahr 1961, der die Legende um den spanischen Helden Rodrigo Díaz de Vivar, genannt „El Cid“, erzählt.

## Handlung
Spanien um 1080 zur Zeit der Reconquista: Maurische Truppen verwüsten das Grenzland zum christlichen Spanien, töten Geistliche und zerstören Kirchen. Der spanische Edelmann Rodrigo Díaz betritt eher zufällig das Kampfgebiet, sieht die Zerstörungen und kann in einem kurzen Gefecht die Mauren unschädlich machen. Unter den Gefangenen befinden sich fünf hochrangige Muslime, unter ihnen Al-Mutamin, der Emir von Saragossa. Er lässt sie entgegen der Order des Königs frei. Er scheut nicht den Kampf gegen die Muslime, will sie aber völlig zu Recht nicht weiter provozieren und so weitere Christen im Grenzgebiet gefährden. Die Freigelassenen sind über diese Geste verwundert. Rodrigo Díaz will jedoch die Spirale des Hasses nicht noch weiter nach oben schrauben, aus berechtigter Furcht vor Racheaktionen der Söhne der Emire gegen die christlichen Spanier im Grenzland. Die Emire sind tief beeindruckt und erkennen in ihrem Besieger einen edlen und klugen Menschen, wie sie es bei ihren für primitiv gehaltenen Gegnern nicht erwartet hätten. Sie leisten ihm den Eid, niemals wieder christliche Siedlungen anzugreifen, und geloben ewige Freundschaft. Sie werden diesem Versprechen auch im weiteren Verlauf der Geschichte Folge leisten. Als Zeichen ihrer Wertschätzung geben sie ihm den Namen „El Cid“ („der Herr“), als Anerkennung dafür, dass er seinen Hass überwinden konnte und sie für ihr Ehrenwort ziehen lässt.
Daraufhin wird Diaz vor das Gericht Ferdinands des Großen, König von Kastilien, León und Asturien, gestellt. Rodrigo Díaz kann seine Motivation dem König verständlich machen, denn auch dieser will keine weitere Eskalation. Während seiner Verteidigung wird er vom Schwertführer des Königs der Feigheit bezichtigt. Wegen dieser Beleidigung durch den Schwertführer, dessen Tochter Jimena er eigentlich heiraten wollte, fordert Diaz ihn zum Duell. Er will ihn nicht töten, aber Blut soll fließen. Das gelingt ihm, er kann den Schwertführer verwunden, doch der will jetzt den Tod des Gegners, lehnt es ab, den Kampf zu beenden, und wird, da er Diaz unablässig weiter attackiert, schließlich von Rodrigo getötet.
Der Vorfall schürt den Hass seiner Gegner und Konkurrenten. Als er in einem neuerlichen Zweikampf auch den Schwertführer des Königs von Aragonien besiegt und damit für Kastilien die Stadt Calahorra gewinnt, wird seine Ehre zwar wiederhergestellt und die Anklage fallen gelassen, doch Jimena begegnet ihm weiterhin kalt und abweisend. Nachdem sich El Cid bei einem Feldzug bewährt hat, kann er Jimena mit Einwilligung des Königs schließlich doch heiraten, auch wenn Jimena nur widerwillig zustimmt. Sie zieht sich in ein Kloster zurück. Ihre Liebe zu Rodrigo ist zwar mittlerweile wieder erwacht, doch kann sie ihm den Tod ihres Vaters immer noch nicht verzeihen.
Als der alte König stirbt, kommt es zum Konflikt zwischen seinen beiden Söhnen Sancho und Alfonso. Zunächst wird Sancho König und lässt Alfonso in den Kerker werfen, dieser wird jedoch von El Cid befreit. Urraca, die Schwester der beiden Thronanwärter, intrigiert gemeinsam mit dem Berberfürsten Yusuf, der eine Invasion Spaniens plant, gegen Sancho. Sancho wird kurz darauf hinterhältig ermordet. Alfonso ist nun allein König. El Cid verlangt von König Alfonso einen öffentlichen Eid auf die Bibel, dass er an der Ermordung seines Bruders unschuldig ist. König Alfonso leistet zwar den Eid, fühlt sich aber vom Cid tief gedemütigt. Im Zorn, der von Rodrigos Rivalen und Gegenspieler am Hof, Graf Ordóñez, noch angeheizt wird, enteignet der König den Cid und schickt ihn in die Verbannung. Sein Ruf als tapferer und aufrechter Ritter ohne Furcht und Tadel bringt aber die Masse des Volkes dazu, ihm die Treue zu halten, obwohl er beim König in Ungnade gefallen ist. Auf seinem Weg in die Verbannung begegnet er Lazarus, einem Aussätzigen. Dieser bittet ihn um Wasser, und der Cid reicht ihm seine Flasche. Lazarus schaut auf, bedankt sich und nennt dabei den Cid beim Namen. Dieser ist verwundert, woher er ihn kennt, und er bekommt zur Antwort: „Es gibt in Spanien nur einen Menschen, der einen König demütigt, nur einen Menschen, der seine Wasserflasche mit einem Leprakranken teilt, …“ In einer kurzen Rede zählt der später heiliggesprochene Lazarus alle positiven Eigenschaften eines edlen Ritters auf, die El Cid in sich vereinigt.
Auch Jimena verzeiht ihrem Geliebten und begleitet ihn ebenso wie viele ihm treu ergebene Ritter, Knappen und Diener in die Verbannung. Sie dienen verschiedenen Herren, kämpfen aber niemals gegen Spanien. Mit seinem Gefolge findet El Cid schließlich Aufnahme bei Al-Mutamin, dem muslimischen Kleinkönig von Saragossa, mit dem ihn seit dessen Freilassung eine Freundschaft verbindet. Spanien hingegen fehlen diese aufrechten Ritter im Kampf gegen äußere und innere Feinde.
Als der Berber Yusuf, der Anführer der Almoraviden, seine Invasion beginnt, sieht sich König Alfonso gezwungen, den Cid zurückzurufen, da er ihn im Kampf gegen den neuen Feind braucht. El Cid rät dem König, unbedingt Valencia einzunehmen und es nicht auf eine offene Feldschlacht gegen das berberisch-maurische Heer ankommen zu lassen. Doch der König will die Schlacht. So trennen sich der Cid und König Alfonso abermals im Streit. In der Schlacht bei Sagrajas wird König Alfonso von Yusuf vernichtend geschlagen, während der Cid gemeinsam mit Al-Mutamin auf eigene Faust vor die Tore Valencias zieht. El Cid gelingt die Einnahme der Stadt, unterstützt von der Bevölkerung, die den verhassten bisherigen Emir stürzt. El Cid ist nun auf dem Höhepunkt seiner Macht. Ihm wird die Krone von Valencia angetragen. Er betrachtet sich jedoch nach wie vor als Lehnsmann des Königs von Kastilien und lässt diesem die Krone überbringen. König Alfonso ist von dieser Geste tief bewegt. Er erkennt endlich die wahre Größe und den großen Edelmut des Cid. Von schlechten Beratern und seiner intriganten Schwester immer wieder falsch unterrichtet, hatte er niemals erwartet, dass der Cid auf die Krone Valencias verzichten würde und ihm loyal bleiben könnte. Er entschließt sich, nun doch noch nach Valencia zu ziehen und den Cid zu unterstützen.
Mittlerweile hat Yusuf Valencia eingeschlossen. Bei einem zunächst vielversprechend verlaufenden Angriff auf Yusufs Invasionsmacht wird der Cid von einem Pfeil getroffen und lebensgefährlich verletzt. Nur wenn er sich von einem maurischen Arzt operieren ließe, würde er genesen, wäre dann aber lange Zeit sehr geschwächt und schon gar nicht dazu in der Lage, am nächsten Tag die Truppen in die nötige Schlacht zu führen. Er lehnt die Behandlung deshalb ab. In dieser Situation kommt es zur Versöhnung zwischen König Alfonso und dem sterbenden Cid. El Cid kann sich nicht mehr erheben, versucht es aber dennoch, als Alfonso vor ihm niederkniet. „Mein König kniet vor niemandem!“ sind seine Worte, doch Alfonso steht nicht auf, sondern bittet ihn um Verzeihung. „Spanien hat endlich wieder einen König!“ ist El Cids Antwort.
Da die Kampfmoral der christlichen Soldaten von der Gegenwart des Cid abhängig ist, bestimmt er, man möge ihn am nächsten Morgen, gleich ob tot oder lebendig, auf sein Pferd setzen und die Truppen in die Schlacht führen lassen. In der Nacht stirbt er. Seinem letzten Willen entsprechend wird der Leichnam des Cid am nächsten Morgen auf sein Pferd „Babieca“ gesetzt. Aufrecht sitzend und durch eine unter seinem Umhang verborgene Holzkonstruktion gestützt und gesichert, reitet der tote Cid seinem Heer voran zum Sieg gegen Yusuf.

## Hintergrund
Durch die lange und aufwendige Drehzeit – gedreht wurde in Großbritannien, Spanien und Italien – konnte Charlton Heston nicht an der Werbekampagne für John F. Kennedy teilnehmen.
Nachdem Sophia Loren es zunächst abgelehnt hatte, die Rolle der Jimena zu spielen, bemühte sich Liselotte Pulver um die Rolle. Sie hatte bereits die Zusage, musste aber absagen, da sie schon für den Film Gustav Adolfs Page unter Vertrag stand und ihr bei Nichteinhaltung eine Konventionalstrafe gedroht hätte. Schließlich übernahm Sophia Loren die Rolle dann doch.
Zwischen Heston und Loren entstanden während der Dreharbeiten solche Spannungen, dass er sie während der Liebesszenen entgegen der Anweisung des Regisseurs nicht ansehen konnte. Ursprung der Konflikte war vermutlich Lorens Gage (eine Million Dollar), die trotz ihrer kleineren Rolle die Gage Hestons überstieg. Jahre später bereute Heston nach eigenen Aussagen sein ablehnendes Verhalten und bezeichnete es als „unprofessionell und unfair“.
Als wichtigster historischer Berater wirkte an dem Filmprojekt der damals schon über neunzigjährige Ramón Menéndez Pidal mit, ein spanischer Philologe und langjähriger Präsident der Real Academia Española, der praktisch sein ganzes Leben der Erforschung des mittelalterlichen Heldenepos El Cantar de Mio Cid gewidmet hatte, das von den Taten des Cid erzählt.
Die in und um Valencia spielenden Episoden, insbesondere die Eroberung, wurden 73 Kilometer nördlich der Provinzhauptstadt Castelló in dem unmittelbar an der Mittelmeerküste gelegenen Peñíscola gedreht, das sich durch seinen imposanten Burgfelsen und die gut erhaltenen mittelalterlichen Mauern und Gassen auszeichnet. Tatsächlich lag das mittelalterliche Valencia weder direkt am Meer noch verfügte es über einen Burgfelsen.
Die Musik komponierte der auf Monumentalfilme spezialisierte Komponist Miklós Rózsa. Die Musik wurde im Jahr 1962 sowohl in der Kategorie „Musik (Scoring of a Dramatic or Comedy Picture)“ und mit dem Thema Love Theme from El Cid (The Falcon and the Dove) in der Kategorie „Musik (Original Song)“ für den Oscar nominiert.
Bei einem Budget von 6,25 Millionen US-Dollar spielte der Film allein in den USA an den Kinokassen zwölf Millionen US-Dollar und bis in die 2010er Jahre insgesamt über 30 Millionen US-Dollar ein.

## Kritiken
Der Film erhielt überwiegend positive Kritiken und erreichte bei Rotten Tomatoes eine Bewertung von 92 %, basierend auf 12 Kritiken.
Das Lexikon des internationalen Films nannte El Cid „einen schauprächtigen Abenteuerfilm. […] Das kampfreiche Geschehen erweckt durch die großartige Massenregie Interesse.“

## Auszeichnungen
- 1962: Special Merit Award bei der Golden-Globe-Verleihung für Produzent Bronston
- 1962: Golden Laurel als bestes Actiondrama
- 1962: drei Oscar-Nominierungen für die „Beste Filmmusik“, den „Besten Song“ und das „Beste Szenenbild“